# Napoli se revoltă
Napoli se revoltă  (titlul original: în italiană Napoli si ribella) este un film polițist italian, realizat în 1977 de regizorul Michele Massimo Tarantini, după un subiect de Dardano Sacchetti, protagoniști fiind actorii Luc Merenda, Enzo Cannavale, Sonia Viviani și Claudio Gora. 

## Rezumat
Inspectorul Dario Mauri, cunoscut drept un bărbat dur și încăpățânat, este transferat de la Milano la Napoli, unde va trebui să rezolve în curând un jaf de bancă. Cu asistentul său Capece, îl întâlnește pe marele interlop Domenico Laurenzi și pe avocatul său uns cu toate alifiile, Cerullo. Privit inițial ca un furt de bijuterii, cei doi polițiști pot dezvălui adevărul cu ajutorul Luisei, care a fost crescută de Laurenzi, după ce acesta ordonase anterior uciderea părinților ei.
După câteva crime comise de oamenii lui Laurenzi și într-un mediu deosebit de periculos, Mauri reușește să dea de urma unui muncitor care îl presează pe Laurenzi cu o încărcătură furată de droguri, astfel încât acesta trebuie să încerce totul pentru a-și menține mașinațiile internaționale.

## Distribuție
- Luc Merenda – comisarul Dario Mauri
- Enzo Cannavale – sergentul Nicola Capece zis „La volpe di Forcella” („Vulpea din Forcella”)
- Sonia Viviani – Rosa
- Claudio Gora – Don Domenico Laurenzi
- Giancarlo Badessi – avocatul Vincenzo Cerullo
- Claudio Nicastro – șeful poliției
- Nando Murolo – Antonio Bonino
- Francesca Guadagno – Luisa
- Adolfo Lastretti – Pasquale Donnaregina „inimă de câine”
- Marianne Comtell – Carola
- Adriana Facchetti – guvernanta casei Laurenzi
- Enrico Maisto – Andronico
- Nello Pazzafini – membru al Camorrei
- Fortunato Arena – jefuitorul de bancă
- Salvatore Billa – ușierul la club